# 원초적 본능 2015
원초적 본능 2015(Passion Play)는 미국에서 제작된 미치 글라저 감독의 2010년 드라마, 멜로/로맨스, 판타지 영화이다. 미키 루크 등이 주연으로 출연하였고 다니엘 듀비엑키 등이 제작에 참여하였다.

## 출연

### 주연
- 미키 루크
- 메간 폭스

### 조연
- 켈리 린치
- 빌 머레이
- 크리스 브라우닝
- 버드 코트
- 로라 커닝햄
- 마이크 밀러
- 베르나르도 갈러고스
- 다니엘 브라운
- J. 나단 시몬스
- 알렉스 에소

## 제작진
- 공동제작: 앤드리아 청
- 공동제작: 메릴 에머턴
- 공동제작: 댄 케스턴
- 공동제작: 버겐 스완슨
- 미술: 왈드마 캘린노우스키
- 의상: 리사 젠슨
- 배역: 베누스 카나니
- 배역: 마리 베뉴